# Tratayenia rosalesi
Tratayenia rosalesi es la única especie conocida del género extinto Tratayenia de dinosaurio terópodo megaraptorano, que vivió a fianales del período Cretácico, entre 86 y 83 millones de años, durante el Santoniense, en lo que es hoy Sudamérica. Sus restos fósiles fueron encontrados en rocas de la época del Santoniense de la Formación Bajo de la Carpa en Río Negro, Argentina. Solo se conoce a la especie tipo, Tratayenia rosalesi, que fue descrita en 2018. Tratayenia vivió en la Formación Bajo de la Carpa junto a muchas lagartijas y tortugas, la especie de serpiente Dinilysia patagonica, muchas aves como Patagopteryx deferrariisi , una diversa cantidad de crocodilomorfos y muchos dinosaurios como Viavenator exxoni y Traukutitan eocaudata.

## Descripción
Tratayenia era un megaraptorano de tamaño mediano, con una longitud estimada en unos 8 metros. Estaba emparentado de cerca con géneros como Megaraptor, Australovenator y Murusraptor. Como muchos otros miembros del grupo, Tratayenia probablemente tenía grandes garras en sus manos que se usarían para cazar a sus presas. Los análisis de la localidad de Bajo de la Carpa indican que Tratayenia puede ser el megaraptorano geológicamente más reciente descubierto. Tratayenia es asimismo el animal carnívoro de mayor tamaño descubierto en esta formación geológica, reforzando la hipótesis de que los megaraptóridos fueron los superdepredadores en el Cono Sur en las épocas del Turoniense hasta el Santoniense o inicios del Campaniense, siguiendo a la extinción de los carcarodontosáuridos.

### Vértebras dorsales
Las vértebras dorsales eran altas y estrechas, con grandes hoyos conocidos como pleurocoelos en el costado de su centro, la parte principal en forma de carrete. Estas características son comunes en las vértebras de los grandes terópodos carnívoros. Algunas de las vértebras tenían fragmentos de hueso en los pleurocoelos, que probablemente eran restos de paredes óseas delgadas conocidas como tabiques que dividían las fosas. Los septos también se conocen en otros megaraptoranos y carcarodontosáuridos. Los arcos neurales de las vértebras son más altos y estrechos en Tratayenia que en la mayoría de los otros terópodos. Los procesos transversos tubulares, facetas de las costillas, se proyectan hacia arriba y hacia los lados. Una excavación grande y profunda está ubicada directamente debajo de cada proceso transversal, delimitada desde el frente y la parte posterior por láminas delgadas, crestas. El borde anterior está formado por la lámina paradiapofisaria y el borde posterior está formado por la lámina centrodiapofisaria posterior. Estas características también se conocen en el megaraptorano Murusraptor.
Las precigapófisis, placas articulares vertebrales frontales, son rectangulares cuando se ven desde un lado, con los bordes frontal e inferior convergentes en un ángulo casi recto. Esta es una adaptación única de Tratayenia. Una cresta conocida como lámina prezigodiapofisaria conecta las prezigapófisis con las apófisis transversas. Otra autapomorfía de Tratayenia es que la lámina prezigodiapofisaria es paralela a la lámina paradiapofisaria. Otros terópodos tienen una lámina paradiapofisaria débilmente desarrollada o ausente, o una que está inclinada en relación con la lámina prezigodiapofisaria. El borde frontal de cada vértebra tiene una tercera autapomorfía, relacionada con dos pares de láminas, cuatro en total, que conectan las prezigapófisis con las espinas neurales. En la base de las espinas neurales, las dos láminas que componen cada par están muy juntas. Pero a medida que las láminas se acercan a las prezigapófisis, divergen en una forma similar a una Y invertida. Hay dos de estas estructuras en forma de Y invertida visibles desde el frente, tanto para el lado izquierdo como para el derecho de una vértebra.
Las postzigapófisis, placas de las articulaciones vertebrales posteriores, tienen una forma más típica, y el borde posterior de cada vértebra tiene un pequeño hiposfeno en forma de cuchilla que se divide en tres crestas desde abajo. Las espinas neurales son altas y rectangulares cuando se ven de lado, y uniformemente delgadas cuando se ven de frente. La mayoría son completamente verticales, pero una de las vértebras dorsales preservadas cerca de la cadera se inclina ligeramente hacia adelante como en varios alosauroides. Los fragmentos de costillas conservados son curvos y huecos. Se conectaban a las vértebras por medio de dos cóndilos distintos , separados por una gran abertura que pudo haber sido continua con la cavidad interna.

### Sacro y cadera
Tratayenia tiene cinco vértebras sacras, como es la norma para los terópodos. Son muy similares a las vértebras dorsales en varios aspectos, como la presencia de grandes pleurocoelos, centros altos y estrechos y excavaciones delimitadas por láminas debajo de los procesos transversos. Sin embargo, solo tienen una única autapomorfia, el ancho anteroposterior,de adelante hacia atrás, de la columna neural aumenta drásticamente en la segunda a la quinta vértebra sacra en comparación con la primera vértebra. De hecho, la espina neural del quinto sacro es dos veces más larga anteroposteriormente que la del primero. Este rasgo también se ha observado en Tyrannosaurus y en un sacro megaraptorano sin nombre, SNMS 58023 del Miembro Romualdo de la Formación Santana en Brasil, por lo que su estatus como autapomorfia de Tratayenia no es concreto. Algunas de las vértebras sacras tienen espinas neurales que están fusionadas y las tres últimas se curvan hacia atrás. El cuarto sacro tiene una forma similar a las del sacro de la Formación Santana.
El ilion, hueso superior de la cadera, estaba muy neumatizado, lo que significa que estaba lleno de bolsas de aire. La neumatización del ilion es más común en megaraptoranos que entre los otros terópodos, como se ve en taxones como Aerosteon y Murusraptor. La superficie exterior del ilion está perforada por varios poros neumáticos, similar al de Aerosteon, pero el borde superior del hueso es recto, en contraste con el ilion curvo de Aerosteon. En el holotipo se ha encontrado un hueso identificado como bota púbica, punta expandida del pubis, así como fragmentos del isquion, que tiene la forma de un eje largo y delgado cubierto de surcos.

## Descubrimiento e investigación
El holotipo consta de un esqueleto parcial bien conservado, MUCPv 1162, que incluye varias porciones articuladas de la columna vertebral. Una porción del esqueleto es una cadena de cinco vértebras dorsales, probablemente las dorsales séptima a undécima. La porción articulada más grande del esqueleto es una cadena de vértebras que incluye las dos últimas dorsales, así como las cinco sacras y gran parte del ilion derecho. Otros huesos conservados incluyen dos costillas dorsales parciales y fragmentos del pubis y el isquion.
Este esqueleto fue descubierto por primera vez en 2006 en un sitio fósil de la Formación Bajo de la Carpa por el técnico de la Universidad Nacional del Comahue, Diego Rosales. Poco después fue excavado por el paleontólogo de esta Juan D. Porfifi. Porfiri y sus colegas publicaron un informe preliminar sobre el nuevo dinosaurio en un resumen de 2008 y sugirieron que podría haber sido un pariente de Carcharodontosauridae. En marzo de 2018, el nuevo taxón se describió con el nombre genérico Tratayenia, llamado así por Tratayén, el sitio fósil en el que se excavó. El nombre específico Tratayenia rosalesi honra a Diego Rosales.

## Clasificación
Determinar las relaciones evolutivas de los megaraptoranos ha sido materia de controversia. La primera hipótesis ampliamente aceptada es que son carnosaurios, emparentados distantemente con Allosaurus y más cercanamente a Neovenator y los carcarodontosáuridos. La segunda hipótesis más popular postula que son tiranosauroideos, parte del linaje de los celurosaurios que incluye a los proceratosáuridos crestados así como a los famosos tiranosáuridos tales como Tyrannosaurus. Una tercera hipótesis también los considera como celurosaurios, pero por fuera de Tyrannosauroidea y basales con respecto a todos los demás grupos incluidos en Coelurosauria. La descripción realizada por Porfiri et al. de Tratayenia sustenta la tercera hipótesis.

### Filogenia
El cladograma mostrado a continuación sigue el consenso estricto, resultado promedio, de los 12 árboles evolutivos más parsimoniosos, es decir, los pasos evolutivos más simples, en términos del total de características examinadas desarrolladas o perdidas entre unos taxones determinados, encontrados por el análisis filogenético de Porfiri et al. (2018). Aunque los resultados son diferentes, el análisis metodológico fue prácticamente idéntico al de Apesteguía et al. de 2016, solo difiriendo en el hecho de que se incorporó a Tratayenia y a Murusraptor, los cuales no fueron incluidos en el análisis de Apesteguía et al.
|  | Sinraptor       |
|  |                 |
|  | Monolophosaurus |
|  |                 |

|  | Tyrannotitan                                                  |
|  |                                                               |
|  | \| \| Mapusaurus \| \| \| \| \| \| Giganotosaurus \| \| \| \| |
|  |                                                               |
|  | Mapusaurus                                                    |
|  |                                                               |
|  | Giganotosaurus                                                |
|  |                                                               |

|  | Mapusaurus     |
|  |                |
|  | Giganotosaurus |
|  |                |

|  | Tyrannotitan                                                  |
|  |                                                               |
|  | \| \| Mapusaurus \| \| \| \| \| \| Giganotosaurus \| \| \| \| |
|  |                                                               |
|  | Mapusaurus                                                    |
|  |                                                               |
|  | Giganotosaurus                                                |
|  |                                                               |

|  | Mapusaurus     |
|  |                |
|  | Giganotosaurus |
|  |                |

|  | Tyrannotitan                                                  |
|  |                                                               |
|  | \| \| Mapusaurus \| \| \| \| \| \| Giganotosaurus \| \| \| \| |
|  |                                                               |
|  | Mapusaurus                                                    |
|  |                                                               |
|  | Giganotosaurus                                                |
|  |                                                               |

|  | Mapusaurus     |
|  |                |
|  | Giganotosaurus |
|  |                |

|  | Tyrannotitan                                                  |
|  |                                                               |
|  | \| \| Mapusaurus \| \| \| \| \| \| Giganotosaurus \| \| \| \| |
|  |                                                               |
|  | Mapusaurus                                                    |
|  |                                                               |
|  | Giganotosaurus                                                |
|  |                                                               |

|  | Mapusaurus     |
|  |                |
|  | Giganotosaurus |
|  |                |

|                | Fukuiraptor |
|                | |
| Megaraptoridae | \| \| Murusraptor \| \| \| \| \| \| Tratayenia \| \| \| \| \| \| Megaraptor \| \| \| \| \| \| Aerosteon \| \| \| \| \| \| Australovenator \| \| \| \| \| \| Orkoraptor \| \| \| \| |
|                | \| \| Murusraptor \| \| \| \| \| \| Tratayenia \| \| \| \| \| \| Megaraptor \| \| \| \| \| \| Aerosteon \| \| \| \| \| \| Australovenator \| \| \| \| \| \| Orkoraptor \| \| \| \| |
|                | Murusraptor |
|                | |
|                | Tratayenia |
|                | |
|                | Megaraptor |
|                | |
|                | Aerosteon |
|                | |
|                | Australovenator |
|                | |
|                | Orkoraptor |
|                | |

|  | Murusraptor     |
|  |                 |
|  | Tratayenia      |
|  |                 |
|  | Megaraptor      |
|  |                 |
|  | Aerosteon       |
|  |                 |
|  | Australovenator |
|  |                 |
|  | Orkoraptor      |
|  |                 |

|                | Fukuiraptor |
|                | |
| Megaraptoridae | \| \| Murusraptor \| \| \| \| \| \| Tratayenia \| \| \| \| \| \| Megaraptor \| \| \| \| \| \| Aerosteon \| \| \| \| \| \| Australovenator \| \| \| \| \| \| Orkoraptor \| \| \| \| |
|                | \| \| Murusraptor \| \| \| \| \| \| Tratayenia \| \| \| \| \| \| Megaraptor \| \| \| \| \| \| Aerosteon \| \| \| \| \| \| Australovenator \| \| \| \| \| \| Orkoraptor \| \| \| \| |
|                | Murusraptor |
|                | |
|                | Tratayenia |
|                | |
|                | Megaraptor |
|                | |
|                | Aerosteon |
|                | |
|                | Australovenator |
|                | |
|                | Orkoraptor |
|                | |

|  | Murusraptor     |
|  |                 |
|  | Tratayenia      |
|  |                 |
|  | Megaraptor      |
|  |                 |
|  | Aerosteon       |
|  |                 |
|  | Australovenator |
|  |                 |
|  | Orkoraptor      |
|  |                 |

|  | Sinraptor       |
|  |                 |
|  | Monolophosaurus |
|  |                 |

|  | Tyrannotitan                                                  |
|  |                                                               |
|  | \| \| Mapusaurus \| \| \| \| \| \| Giganotosaurus \| \| \| \| |
|  |                                                               |
|  | Mapusaurus                                                    |
|  |                                                               |
|  | Giganotosaurus                                                |
|  |                                                               |

|  | Mapusaurus     |
|  |                |
|  | Giganotosaurus |
|  |                |

|  | Tyrannotitan                                                  |
|  |                                                               |
|  | \| \| Mapusaurus \| \| \| \| \| \| Giganotosaurus \| \| \| \| |
|  |                                                               |
|  | Mapusaurus                                                    |
|  |                                                               |
|  | Giganotosaurus                                                |
|  |                                                               |

|  | Mapusaurus     |
|  |                |
|  | Giganotosaurus |
|  |                |

|  | Tyrannotitan                                                  |
|  |                                                               |
|  | \| \| Mapusaurus \| \| \| \| \| \| Giganotosaurus \| \| \| \| |
|  |                                                               |
|  | Mapusaurus                                                    |
|  |                                                               |
|  | Giganotosaurus                                                |
|  |                                                               |

|  | Mapusaurus     |
|  |                |
|  | Giganotosaurus |
|  |                |

|  | Tyrannotitan                                                  |
|  |                                                               |
|  | \| \| Mapusaurus \| \| \| \| \| \| Giganotosaurus \| \| \| \| |
|  |                                                               |
|  | Mapusaurus                                                    |
|  |                                                               |
|  | Giganotosaurus                                                |
|  |                                                               |

|  | Mapusaurus     |
|  |                |
|  | Giganotosaurus |
|  |                |

|                | Fukuiraptor |
|                | |
| Megaraptoridae | \| \| Murusraptor \| \| \| \| \| \| Tratayenia \| \| \| \| \| \| Megaraptor \| \| \| \| \| \| Aerosteon \| \| \| \| \| \| Australovenator \| \| \| \| \| \| Orkoraptor \| \| \| \| |
|                | \| \| Murusraptor \| \| \| \| \| \| Tratayenia \| \| \| \| \| \| Megaraptor \| \| \| \| \| \| Aerosteon \| \| \| \| \| \| Australovenator \| \| \| \| \| \| Orkoraptor \| \| \| \| |
|                | Murusraptor |
|                | |
|                | Tratayenia |
|                | |
|                | Megaraptor |
|                | |
|                | Aerosteon |
|                | |
|                | Australovenator |
|                | |
|                | Orkoraptor |
|                | |

|  | Murusraptor     |
|  |                 |
|  | Tratayenia      |
|  |                 |
|  | Megaraptor      |
|  |                 |
|  | Aerosteon       |
|  |                 |
|  | Australovenator |
|  |                 |
|  | Orkoraptor      |
|  |                 |

|                | Fukuiraptor |
|                | |
| Megaraptoridae | \| \| Murusraptor \| \| \| \| \| \| Tratayenia \| \| \| \| \| \| Megaraptor \| \| \| \| \| \| Aerosteon \| \| \| \| \| \| Australovenator \| \| \| \| \| \| Orkoraptor \| \| \| \| |
|                | \| \| Murusraptor \| \| \| \| \| \| Tratayenia \| \| \| \| \| \| Megaraptor \| \| \| \| \| \| Aerosteon \| \| \| \| \| \| Australovenator \| \| \| \| \| \| Orkoraptor \| \| \| \| |
|                | Murusraptor |
|                | |
|                | Tratayenia |
|                | |
|                | Megaraptor |
|                | |
|                | Aerosteon |
|                | |
|                | Australovenator |
|                | |
|                | Orkoraptor |
|                | |

|  | Murusraptor     |
|  |                 |
|  | Tratayenia      |
|  |                 |
|  | Megaraptor      |
|  |                 |
|  | Aerosteon       |
|  |                 |
|  | Australovenator |
|  |                 |
|  | Orkoraptor      |
|  |                 |